# 구석기 시대

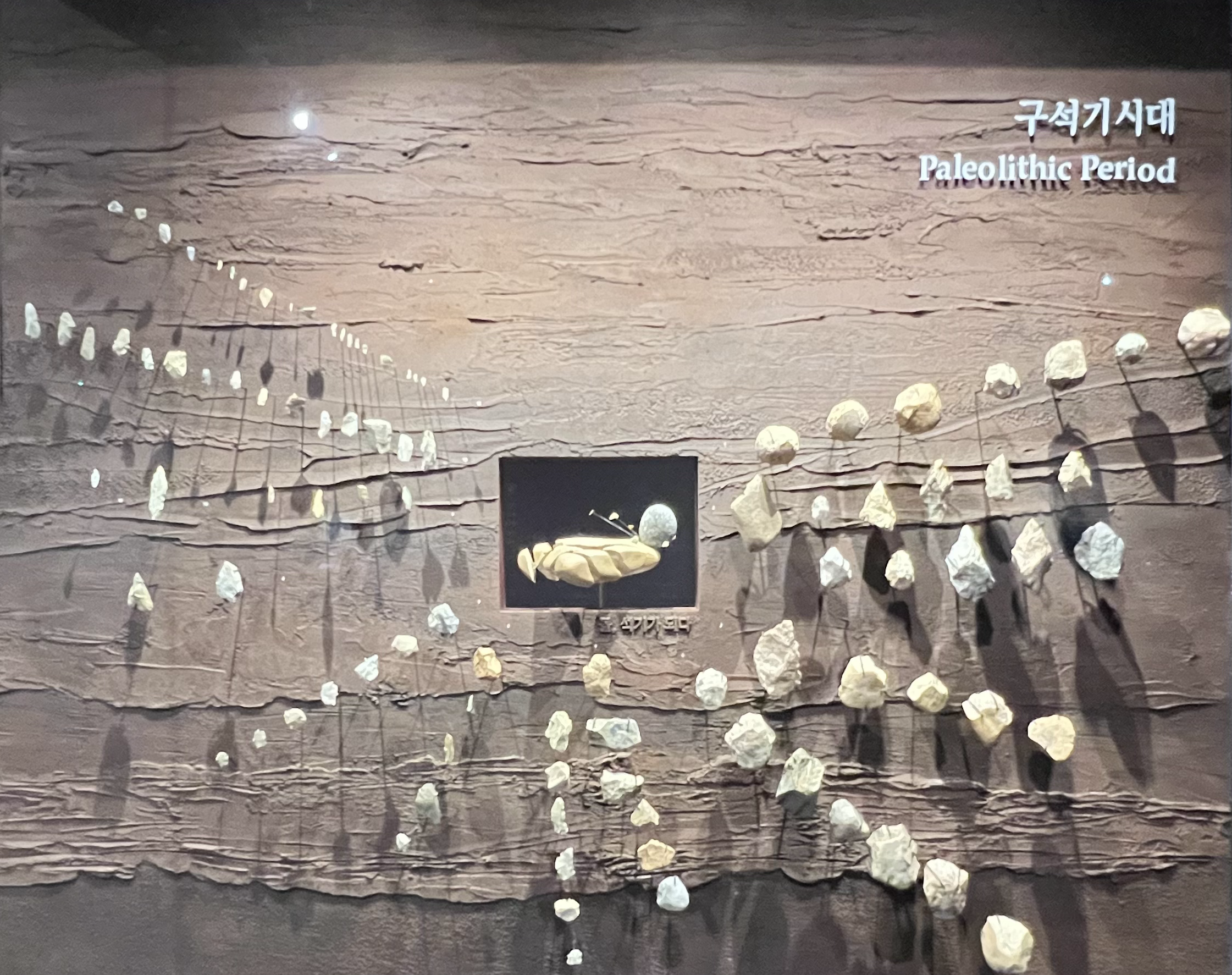
국립광주박물관에 전시된 구석기 유물

구석기 시대(舊石器時代)는 선사 시대 가운데 뗀석기를 주로 사용한 석기 시대를 가리키는 시대 구분이다. 길게는 약 330만년 전에서 최소 약 250만년 전부터 시작되었다. 이 시기 인류는 다양한 갈래의 고인류들로 분화되어 진화하였다. 고인류들과 현생 인류는 모두 아프리카 동부에서 기원하여 전세계로 이주하였으며 이 과정에서 고인류와 현생 인류 사이의 혼혈이 있었다.
인류는 길게는 3백만년이 넘는 긴 시간 동안 구석기 문화를 지니고 살았고 그 이후 오늘날까지의 시간은 1만년 남짓에 불과하기 때문에, 인류 대부분의 역사는 사실 구석기 시대라고 할 수 있다. 이 오랜 기간 동안 인류는 지구의 지질과 기후 변화를 겪으며 적응하고 진화하였다. 특히 기후의 변화는 인류에게게 큰 영향을 주었다. 백악기까지도 현재의 모습과는 많이 달랐던 각 대륙들의 위치는 제3기 말이 되면 현재의 모습과 거의 같은 모양으로 자리잡았다. 그러나 남북 아메리카, 유럽과 아프리카 및 아시아 등은 여전히 바다로 분리되어 따듯한 해류가 지구 전체를 순환할 수 있었기 때문에 빙하가 형성된 곳은 없었다. 제4기에 들어 빙하기가 시작되며 빙기와 간빙기가 반복되는 기후 패턴을 보이게 되었고, 구석기 시대 전체를 관통하는 가장 중요한 특징으로 자리잡게 되었다. 제4기 이후 현재까지 지구는 최소 네차례의 빙기와 간빙기가 교대하였으며 마지막 빙기는 약 11만 5천년 전에 시작하여 1만 5천년 전까지 지속되었다. 고인류 가운데 가장 오래 현생 인류와 함께 살았던 네안데르탈인은 약 4만년 전 절멸하였고 이후 현생 인류인 호모 사피엔스만이 남게 되었다.
구석기 시대는 전기 구석기, 중기 구석기, 후기 구석기로 세분한다. 이 시기는 어떠한 기록도 없이 유물과 유적만 남아있기 때문에 당시의 생활을 이해하기 위한 선사고고학 연구는 인류학, 진화학, 지질학, 기후학을 비롯한 다양한 학문적 방법을 동원하여 당시의 문화를 추정하고 있다.

## 배경
| 인류 역사의 구분  |             |           |           |
| 홀 로 세          | 역사 시대   | 역사 시대 | 역사 시대 |
| 홀 로 세          | 철기 시대   |           |           |
| 홀 로 세          | 청동기 시대 |           |           |
| 홀 로 세          | 동기 시대   |           |           |
| 홀 로 세          | 신석기 시대 |           |           |
| 홀 로 세          | 중석기 시대 |           |           |
| 플 라 이 스 토 세 | 후기 구석기 |           |           |
| 플 라 이 스 토 세 | 중기 구석기 |           |           |
| 플 라 이 스 토 세 | 전기 구석기 |           |           |
| 플 라 이 스 토 세 | 구석기 시대 |           |           |
| 플 라 이 스 토 세 | 석기 시대   |           |           |

구석기 시대는 지구의 판구조 운동으로 인한 지질학적 변화와 기후의 변화가 일어난 장구한 시기를 함께하였고 이에 따라 각종 생물 역시 진화하였다. 이러한 진화에는 인간 역시 포함되어 다양한 고인류가 지구의 곳곳에 살고 있었지만 어느 시점에 절멸하고 현생 인류만이 남게 되었다.

### 지질과 기후
중생대 백악기까지도 지구는 지금보다 온난하여 빙하가 있는 곳은 없었다. 각각의 주요 대륙들은 지금과 달리 바다로 분리되어 있었기 때문에 전지구적인 해류의 순환이 이루어졌다. 그러나 신생대에 들어서며 대륙은 점차 오늘날의 모습을 갖추게 되었다. 특히 북극해가 북아메리카와 유라시아로 둘러싸인 내해가 되면서 열순환이 약화되어 빙상이 발달하기 시작하였고, 남극대륙이 드레이크 해협을 두고 남아메리카와 분리되며 남극순환류가 형성되면서 지구의 기온이 내려가게 되었다. 약 260만년전 남북 아메리카가 연결되며 형성된 파나마 지협으로 대서양과 태평양이 완전히 분리되어 북대서양 열염순환이 강화되었고 이는 북극권 빙상의 발달을 촉진시켰다. 지구의 기온 하강과 함께 조산 운동으로 발달한 고산 지대와 극지방을 비롯한 고위도 지역은 빙상으로 뒤덮여 제4기 빙하기가 시작되었다. 기후학은 지구의 일부라도 1년 내내 녹지 않는 빙상이 존재하면 빙하기로 정의하기 때문에 남극대륙을 비롯한 영구 동토가 존재하는 오늘날 역시 빙하기에 속한다.

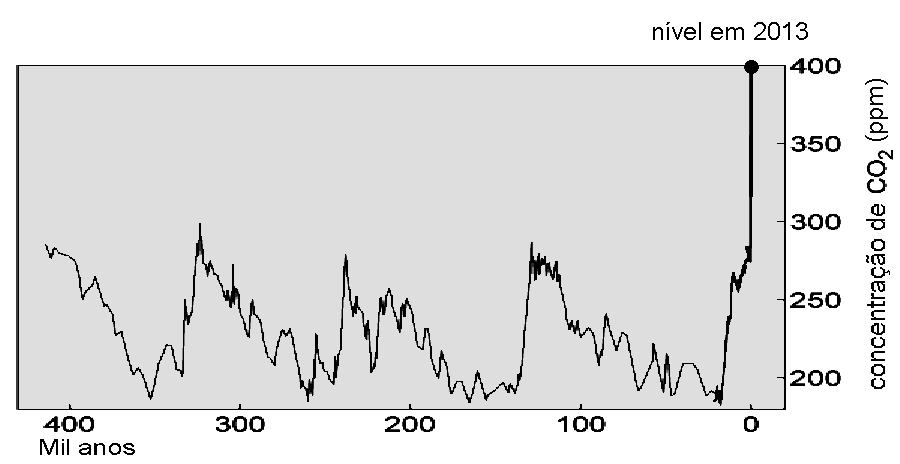
지난 400만년 간의 대기중 이산화탄소 농도. 빙기와 간빙기의 구별이 뚜렷하다

빙하기가 시작되면서 지구는 주기적으로 빙기와 간빙기가 반복되는 기후 변화를 겪었고 지구상의 생물권 역시 이러한 변화에 적응하며 진화하였다. 반복되는 큰 폭의 기후 변동은 안정적인 문화 발전을 방해하였다. 1백만년 전 유럽으로 이주한 호모 에렉투스와 같은 고인류는 빙기의 극심한 추위를 견디지 못하고 절멸한 것으로 보인다. 지난 40만년 동안적어도 네 번의 빙기가 있었다. 전지구적인 기후 변동 폭이 너무 커서 인류는 구석기에 머무른 체 적응하기에도 벅찼다. 현재는 최종 빙기 이후의 간빙기에 속한다.
동아프리카에 살던 초기 인류는 기후 변화에 따라 남하와 북상을 반복하는 초원과 그 초원을 서식지로 삼는 대형 초식 동물을 쫓아 전 세계로 이주를 시작한다. 또한 빙기와 간빙기의 도래는 그에 따른 해수면의 하강과 상승을 불러와 인류의 일부는 해안가를 따라 인도와 동남아시아, 중국과 한반도에 이르는 이주 경로를 보이게 된다.

### 인류의 진화
침팬지와 인간의 마지막 공통 조상에서 인간이 분리된 것은 길게는 1천3백만년 전에서 부터 짧게는 4백만 년전 사이에 이루어졌다. 침팬지와 인간의 종분화는 어느 순간 짧은 시기에 이루어진 것이 아니라 비교적 오랜 세월 서로의 유전자 이동이 계속되는 가운데 서서히 이루어진 사건이다. 유전자를 통한 연구는 두 집단이 분리된 이후로도 상당 기간 동안 여전히 혼혈이 있었음을 시사한다.
인류는 오스트랄로피테쿠스, 호모 하빌리스, 호모 에렉투스, 네안데르탈인, 데니소바인과 같은 여러 종의 고인류로 분화되었고 현생 인류인 호모 사피엔스는 그 가운데서도 가장 늦게 분화된 종이다. 현생 인류 역시 네안데르탈인, 데니소바인과 혼혈이 있었다는 것이 확인되었다. 종분화가 이루어진 뒤에도 근연종 사이에 교배가 이루어지는 사례는 생태계 전반에서 관찰되며 동물의 10% 정도가 혼종 교배를 한다는 연구가 있다. 예를 들어 늑대와 코요테는 여전히 서로 교배할 수 있으며 둘 사이의 혼혈종 역시 정상적인 생식 능력을 갖는다. 현생 인류 역시 이와 같이 고인류와의 혼혈을 거치면서 진화하였다.
그러나 고인류들은 과거 어느 시점에 절멸하였고 사람속에서 오늘날까지 살아남은 종은 현생 인류인 호모 사피엔스 뿐이다. 고인류 가운데 가장 늦게 절멸한 네안데르탈인은 수십만년에 걸쳐 현생 인류와 함께 공존하였다. 네안데르탈인 유전체 프로젝트를 통해 확인된 유전자를 현생 인류와 비교하면 현생 인류에게도 네안데르탈인에서 유래한 유전자가 남아있고, 손가락 뼈만이 발견되어 유전체 분석으로만 존재가 확인된 데니소바인의 경우도 현생 인류에게 유전자를 남겼다. 네안데르탈인과 데니소바인의 혼혈을 통해 전달된 유전자는 현생 인류가 최종 빙기의 추위를 견디는 데 도움을 주었다.
네안데르탈인의 절멸 원인은 확실하지 않다. 과거에는 사회진화론적 고정관념으로 현생 인류와의 경쟁에서 패배하였다는 인식이 강하였으나 오늘날 연구자들 대부분은 이러한 인식에 동의하지 않는다. 연구에 따라서는 최종 빙기의 기후 변화에 따른 적응 실패를 원인으로 꼽기도 하고, 이유를 알 수 없는 출산율 저하가 급격한 인구 감소를 가져왔다는 가설도 있다. 어떤 이유에서든 네안데르탈인은 최종 빙기의 마지막 시점인 약 4만여 년 전에 절멸하였다.
20세기 초까지만 하여도 인류학이나 진화학, 선사고고학 등은 고인류를 현생 인류에 비해 신체 기능이 불완전하고 지능 역시 크게 낮은 모습으로 상상하였지만, 연구가 진척되면서 이러한 선입견은 거의 해소되었다. 최소한 구석기 시대의 생활 모습에서 호모 하빌리스와 네안데르탈인, 그리고 호모 사피엔스의 생활 모습은 크게 다르지 않았을 것으로 추정된다. 구석기 시대 인류는 뗀석기를 비롯한 나무, 뿔, 뼈 등의 다양한 재료를 사용하여 도구를 만들었고, 불을 지펴 음식을 익혔으며, 옷을 지어 입고 가족 단위의 생활을 하였다.

### 인류의 이주

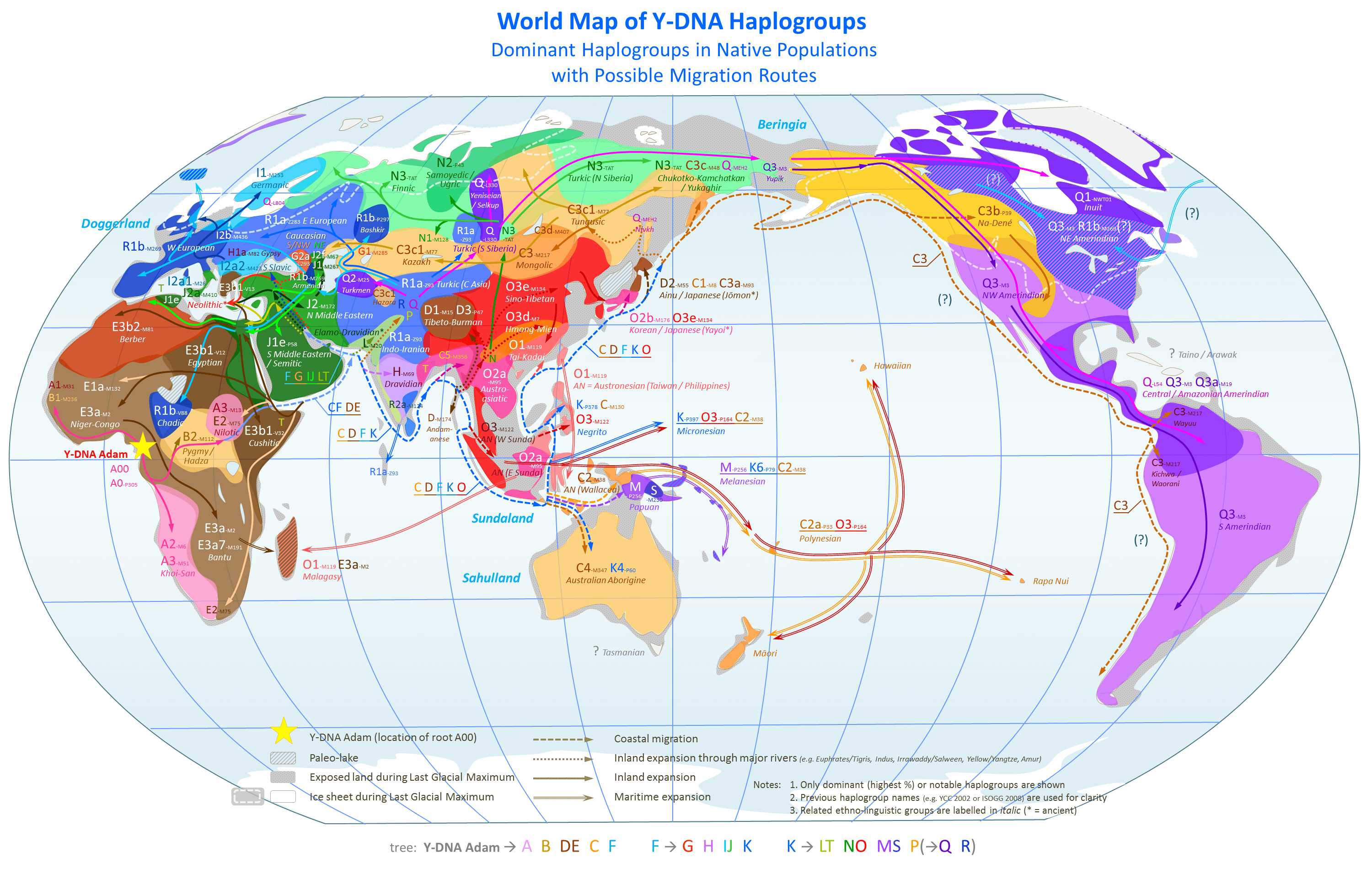
인류 Y-염색체 DNA 하플로그룹 분석에 따른 현생 인류의 이주 경로

초기 인류의 이주에서 고인류와 현생 인류는 모두 아프리카 동부에서 기원한 것으로 추정된다. 아프리카를 벗어난 인류 집단은 이주를 계속하여 지구 곳곳으로 이주하였다. 사람속 가운데 가장 늦게 분화한 현생 인류 역시 고인류들의 이동 경로를 뒤쫓아 유라시아로 확산되었으며 먼저 이주하였던 고인류와 오랫 동안 함께 생활하였다. 네안데르탈인과 현생 인류는 7천년 정도를 함께 교류하며 생활하였다.
현생 인류의 기원지는 아프리카 동남부로 추정된다. 2019년 대한민국 기초과학연구원과 오스트레일리아의 가반 의학 연구소및 시드니대, 남아공 프리토리아대 공동연구팀은 미토콘드리아 DNA의 분석을 바탕으로 잠베지강 남쪽을 기원지로 추정하였다. 현생 인류는 약 25만년 전부터 아프리카를 벗어나기 시작하였으며 그 경로는 북방 경로와 남방 경로로 나눌 수 있다. 북방 경로는 아프리카와 이어진 레반트 지역을 거쳐 유럽과 아시아 지역으로 이동하는 경로로 현생 인류의 경우 21만년 전 무렵 그리스에 도착한 흔적이 있고, 11만년 무렵에는 소아시아 지역에, 8만년 무렵에는 중국까지 이르렀다. 그러나 이 경로는 그리 성공적이지는 않았던 것으로 보이며 초기 현생 인류의 상당수가 정착에 실패하였다. 7만년 전 무렵 아프리카 남부에서 인도양의 해안선을 따라 이동하는 남방 경로로 이주가 시작되었으며 이 경로를 따라 인도 해안과 순다랜드까지 인류의 이주가 이루어졌다. 이후 일부는 고인류가 도달하지 못하였던 오스트레일리아까지 넘어가게 되었다. 오스트레일리아로 이주한 그룹은 3만 5천년 전 무렵이 되면 대륙 구석 구석까지 고르게 분포하게 되었다. 남방 경로의 다른 갈래는 동아시아로 이주하였으며 이들 가운데 일부는 다시 북아메리카까지 이동하였다.
초기 인류의 이동 경로는 단순하지 않으며 몇몇 경로는 추측만 있을 뿐 확실하지 않은 경우도 있다. 중앙아시아 내륙에서 발견된 데니소바인의 유전자는 오늘날 동남아시아 원주민 집단에서 발견되는데 데니소바인과 혼혈을 겪은 현생 인류 집단이 어떤 경로를 거쳤든 수 천 킬로미터를 사이에 둔 두 지역을 이동하였음을 시사한다.

## 도구

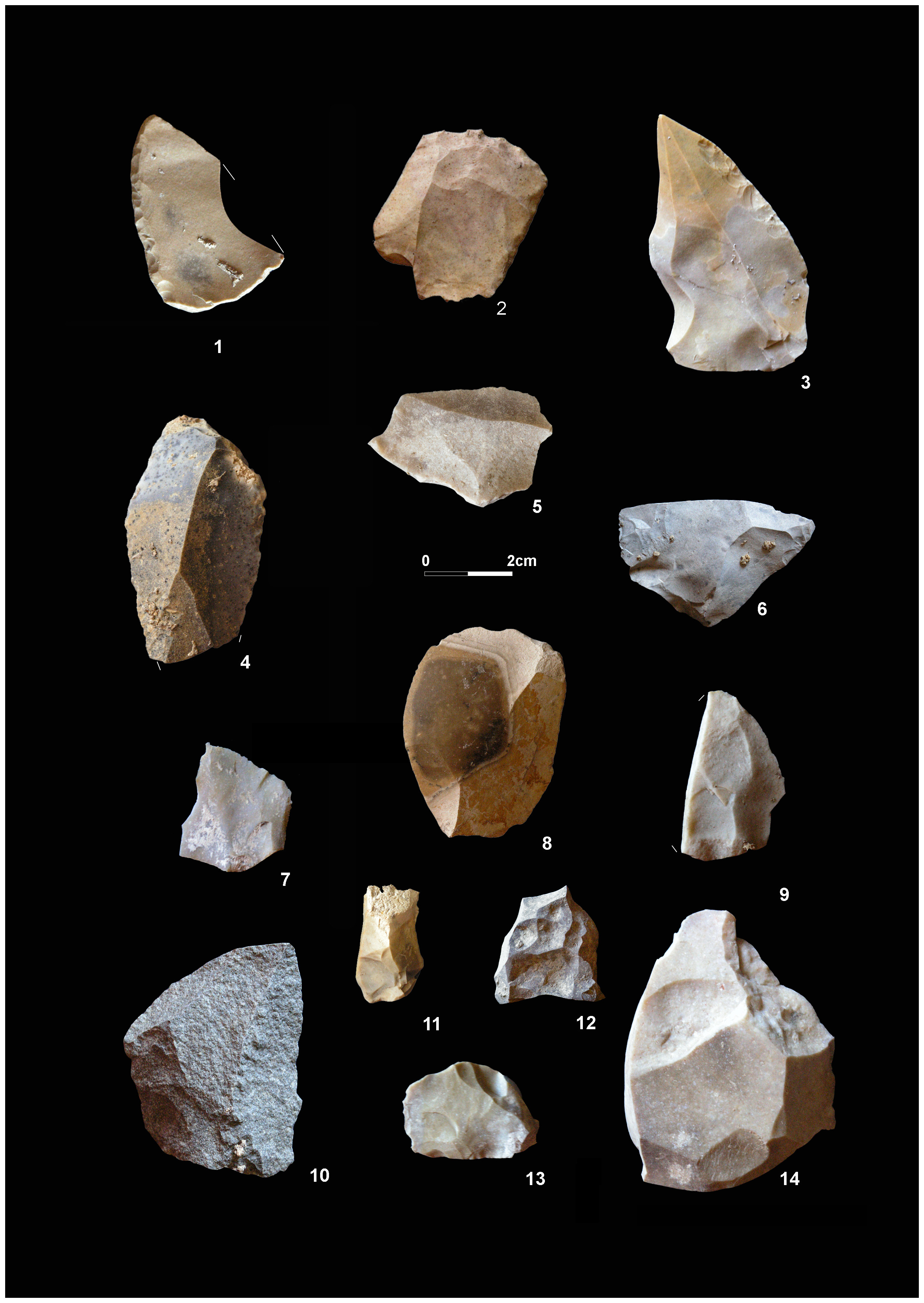
스페인 바혼딜로 동굴에서 발견된 석기. 15만년 전 네안데르탈인들이 사용하였다.

많은 동물들이 도구를 사용하며 침팬지를 비롯한 영장류 역시 다양한 도구를 사용한다. 인류 역시 진화의 초기부터 도구를 사용하였을 것이다. 인류가 사용한 도구는 풀, 나무, 나무, 뿔 등 다양한 재료로 만들어졌지만 오랜 세월을 거치면서 연약한 재질의 도구들은 대개 썩거나 소실되고 원형이 가장 잘 보전 된 것은 돌로 만든 것이었다. 주먹도끼와 함께 발견된 호모 하빌리스의 유골은 그 자체로 근대적 선사고고학이 시작되는 계기가 되었다. 톰젠은 이에 착안하여 선사 시대를 석기 시대, 청동기 시대, 철기 시대로 구분한 바 있다. 석기 시대는 후에 석기의 제작 방식에 따라 다시 구석기 시대와 신석기 시대로 나뉘어 구분되었다.
최초의 도구는 가공되지 않은 상태의 재료들이었을 것이다. 그러나 이미 길게는 3백만년 전부터 인류는 적당한 가공을 통해 보다 편리한 도구를 제작하였다. 이러한 도구는 용도에 따라 사냥을 위한 무기, 음식과 재료를 가공하기 위한 가공 도구, 기타 생활에 필요한 여러 도구들로 구분할 수 있다. 적당한 크기의 자갈을 깨트리고 다듬어 날을 세운 주먹도끼는 잡은 고기를 다듬기 위한 가공 도구에 속한다. 실제 사냥은 나무로 만든 창을 주로 사용하였다. 네안데르탈인이 살았던 동굴에서 나무의 끝을 불로 태워 강도는 높인 나무창들이 발견되면서 당시의 무기 제작 면모를 알 수 있게 해 주었다. 네안데르탈인들은 나무창을 이용하여 무리지어 대형 동물을 사냥하고 그 고기와 가죽 등의 해체에 주먹도끼를 이용하였다.
구석기 시대 사람들은 보다 정교한 작업을 위해 용도에 맞는 뗀석기들을 발명하고 사용하였다. 주먹도끼는 어디든 사용할 수 있는 만능 도구였지만, 고기를 자르고 떼어내는 일에는 돌날이 보다 효율적이었고, 동물을 사냥하는 창에는 슴베찌르개를 달아 공격력을 높였다. 후기 구석기에 이르면 돌화살촉과 같은 새밀한 가공이 이루어진 도구들이 등장한다.

### 석기
최초의 구석기인 주먹도끼는 단단한 재질의 암석에 날을 세워 사용한 도구이다. 주먹도끼는 만드는 방식에 따라   양쪽에 날을 세운 것과 한쪽만 날을 세운 것, 자르는 용도에 맞추어 날을 세운 것 등 다양한 모양을 띈다. 재질은 비교적 단단한 플린트, 응회암, 규암, 석영 등을 사용하였으나 간혹 유문암과 같은 것들도 쓰였다.
구석기의 제작은 오랜 세월에 걸쳐 발전되며 다양한 방법이 쓰였다. 가장 단순한 방법은 원석을 던져 깨뜨리는 방법이다. 최초의 석기는 이렇게 깨진 파편 가운데 쓸만한 것을 골라내 사용하였다. 보다 개선된 방법으로는 원석을 다른 돌과 부딪혀 깨뜨리는 것으로 점차 의도한 모양으로 돌을 다듬을 수 있게 되었다. 주먹도끼는 이 방법의 대표적인 사례이다. 이후 사람들은 쓸모에 따라 돌의 모양을 좀 더 정교하게 다듬고자 하였다. 돌날, 찌르개, 슴베찌르개와 같은 석기는 재료부터 신중하게 선택되어 셰일, 유문암과 같이 가공이 쉬우면서도 날이 잘 서는 것으로 제작되었고, 만드는 방법도 몸돌에서 필요한 부분을 떼어낸 후 세밀하게 가공하는 방식을 사용하였다. 사슴뿔과 같은 도구를 무른 망치로 사용하면 원하는 형태를 보다 잘 잡아낼 수 있었다. 후기 구석기 시대에 이르면 눌러떼기 기법을 사용하여 화살촉과 같이 작고 정교한 석기가 제작되었다.
돌날은 고기를 베어내고 가죽을 자르는 용도로 사용되었고, 찌르개는 가죽이나 여러 재료에 구멍을 뚫기 위해 사용되었다. 슴베찌르개는 창과 같은 무기 끝에 달기 위해 제작된 것으로 사냥에 중요한 도구였다.

### 나무
목재는 선사 시대부터 오늘날까지 매우 유용한 도구이다. 적당히 잘라낸 나무는 그 자체로 지렛대와 같은 생활도구에서 부터 창과 같은 무기까지 다양하게 이용될 수 있다. 또한 잘 마른 잔가지와 잎은 불을 지피기 위한 불쏘시개로 사용된다. 오늘날 남아 있는 목재 유물이 극히 드문 것은 나무가 쉽게 썩는 재질이기 때문이다. 따라서 구석기 시대는 사실 "돌과 나무의 시대"였다고 할 수 있다.  중부 유럽에서 네안데르탈인이 제작한 나무 창이 발견되어 당시 사람들이 사냥에 나무로 된 도구들을 사용하였음이 확인되었다. 구석기 후기에 만들어진 발사 도구와 결합한 투창은 강력한 파괴력을 갖는 무기였다. 1990년대 후반 독일의 쉬닝엔에서 발견된 구석기 시대의 투창인 쉬닝엔 투창은 구석기 시대 사냥꾼들이 매우 큰 파괴력을 갖는 무기로 무장하였음을 보여준다.

### 유기물

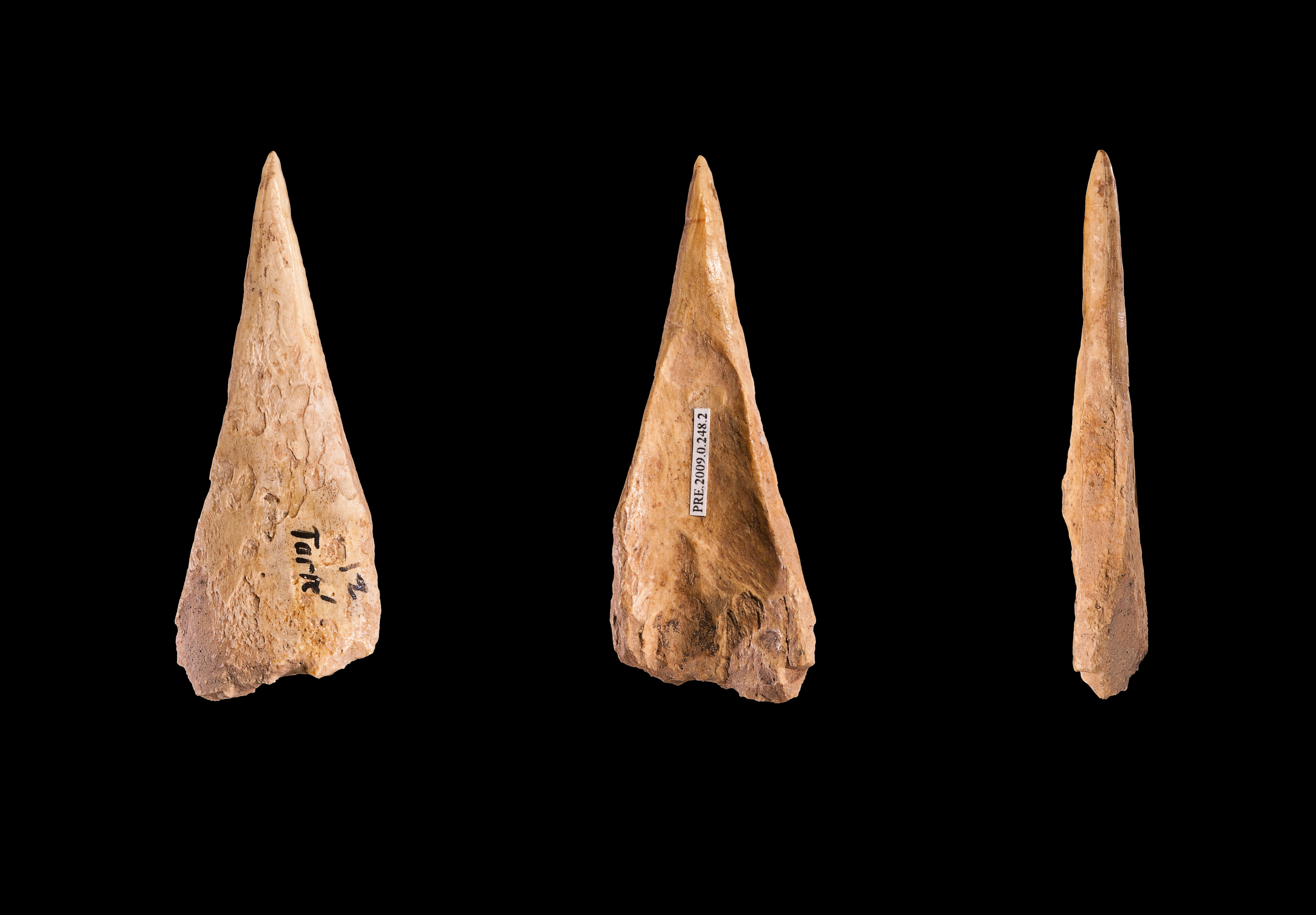
뼈로 만든 찌르개. 프랑스 툴루즈 박물관 소장

사냥한 동물은 거의 버릴 것이 없었다. 가죽은 옷을 만들고 각종 도구를 제작하는 매우 중요한 자원이었다. 가죽 역시 쉽게 썩기 때문에 오늘날 남아 있는 유물이 없으나, 구석기 시대에 만들어진 찌르게와 송곳과 같은 도구들은 이들이 가죽을 재봉하여 여러 도구를 만들었음을 보여준다. 특히 최종 빙기 시기 가죽은 생존을 위해 반드시 필요한 자원이었을 것이다.
사냥을 통해 얻는 뼈와 치아, 뿔도 중요한 자원이었다. 이들로 만든 골각기는 뼈바늘과 같은 생산도구에서 작살, 낚시 바늘, 찌르게, 장신구에 이르기까지 다양하게 쓰였다. 힘줄역시 매우 중요한 자원이었다. 잘 말린 인대는 보관이 용이하고 다양한 곳에 끈으로 사용할 수 있다. 동물의 내장 역시 말려서 끈과 같은 도구를 만들 수 있다. 이 외에도 식물성 섬유 역시 끈으로 사용되었다. 2020년 최소 12만년 전에 만들어진 것으로 추정되는 섬유 조각 유물이 발굴되었다.
구석기 시대 사람들의 다수는 해안과 강가에서 살면서 각종 조개류와 어류를 식량으로 삼았고 그렇게 먹고 남은 조개 껍질이나 물고기 뼈도 도구로 사용하였다. 스페인 바르셀로나 인근의 발마델가이 유적지에서는 조개 껍질을 이용한 도구들이 발굴되었다.

## 생활
구석기 시대 생활 모습 복원은 매우 제한적으로 남아있는 유적과 유물을 놓고 재구성하는 어려운 작업이다. 이러한 한계를 염두에 두고도 선사고고학은 구석기 시대의 의식주를 비롯한 생활 모습에 상당한 진전을 이루었다.
구석기 시대의 기본적인 생활 모습은 수렵채집이었다. 21세기 초까지도 학계는 고정관념 때문에 사냥은 주로 남성이 채집은 주로 여성이 담당하였을 것이라 상상하였지만, 최근의 연구 결과는 사냥과 채집은 남녀 모두의 일로 특히 여성들 역시 사냥에 적극적으로 참여하였다는 점이 밝혀졌다. 수렵채집은 사냥감을 쫓아 이동하는 생활을 할 수 밖에 없기 때문에 한 곳에 정착하지는 않았다. 대신 이들은 곳곳에 거점을 마련하거나 임시 움막을 지어 생활하였다. 동굴은 비바람을 막을 수 있고 주변의 위험에도 대처하기 쉽기 때문에 중요한 거점으로 사용되었다. 특히 오랜 세월동안 빗물에 침식되어 깊이 형성된 석회암 동굴에 구석기 거주 유적이 많다. 주변에 마땅한 동굴이 없다면 바위 그늘을 이용하기도 하였고, 잠시 머무르는 곳은 가운데 나무로 기둥을 세운 뒤 텐트와 같은 임시 주거 시설을 만들기도 하였다.
불의 사용은 인류 역사의 중요한 전환점으로 여겨진다. 한때 현생 인류의 출현 이후에야 인류가 불을 사용했다는 가설이 있었으나 20세기 후반 이후 세계 곳곳에서 고인류의 불 사용 유적이 발견되면서 인류가 불을 사용한 역사는 생각보다 매우 오래된 것으로 밝혀지고 있다. 2012년에는 아프리카 남부에서 1백만년 전 불을 지핀 유적이 보고되었고 이듬해인 2013년에는 에티오피아에서 1백7십만년 전까지 거슬러 올라가는 유적이 보고되었다. 불을 사용하면서 인류는 본격적으로 요리를 할 수 있게 되었다. 네안데르탈인의 유적에서는 뼈를 고아 먹거나 팬케이크와 같은 형태의 요리를 만드는 등 다양한 방법으로 요리한 흔적이 발견되었으며, 집단마다 서로 다른 요리법을 사용하여 이미 문화적 다양성을 보인다. 후기 구석기에 이르면 마늘과 같은 향신료 역시 사용되었다.
구석기 시대의 사람들이 입었던 옷의 유물은 남아있는 게 없지만 옷을 만들었을 때 사용한 뼈바늘과 찌르게, 섬유 가공 흔적이 남은 도구와 같은 것들이 남아있어 당시 사람들의 옷감 제작 방식을 알 수 있게 해 준다.

### 문화와 예술

라스코 동굴의 벽화

구석기 시대 사람들은 벽화와 암각화를 남겼다. 전기 구석기 시대의 것은 단순한 기하학적 도형이 보이기 시작하고 후기에 이르면 라스코 동굴의 벽화와 같이 다양한 동물과 그것을 사냥하는 사람의 모습이 그려져 있다. 이들 그림은 풍족한 사냥감을 기원하는 재례적 기능이 있었을 것이란 해석이 있다. 구석기 시대 사람들의 그림 중에는 현실의 동물 뿐만 아니라 반은 동물이고 반은 사람인 상상의 존재도 포함되어 있다.
중기 구석기 시대에 이르면 죽은 사람을 매장하는 장례문화가 보편화된다. 1995년 발견된 디브예 바베 플루트는 네안데르탈인이 제작한 것으로 쓰임새에 여러 논란이 있으나 악기로 쓰였을 것이란 가설이 있다.

## 시대 구분
구석기 시대는 대략 250만년에서 300만년에 걸친 매우 긴 시간이기 때문에 다시 전기 구석기 시대, 중기 구석기 시대, 후기 구석기 시대로 나눈다. 이러한 구분은 아직 명확히 정립된 것은 아니지만 주먹도끼와 같은 대형 몸돌 석기를 사용하던 시기를 전기, 뗀석기를 얻기 전에 미리 타격지점을 정해 놓는 기법이 사용되던 10만년 전 무렵까지의 시기를 중기, 그 이후 보다 정교하고 세밀한 돌날과 슴베찌르게와 같은 도구가 등장하는 시기를 후기로 본다.

## 같이 보기
- 올도완 문화
- 아슐 문화
- 무스티에 문화
- 샤텔페롱 문화
- 오리냐크 문화
- 그라베트 문화
- 솔류트레 문화
- 한국의 구석기 시대